# Lela Rochon
Lela Rochon (nascida Lela Rochon Staples; Los Angeles, 17 de abril de 1964) é uma atriz estadunidense. Ficou famosa pelo seu personagem Robin Stokes no filme Waiting to Exhale. Em 1996 foi nomeada pela revista People (E.U.A) como uma das "50 pessoas mais bonitas do mundo".

## Vida Pessoal
Lela nasceu em Los Angeles em 1964, filha de uma enfermeira e um empresário e artista plástico. Se formou em Cerritos, California. Frequentou a Universidade do Estado da Califórnia, onde recebeu meritos em Jornalismo, Sociologia e Teatro. Casou-se em 1984 com Adolfo Quinones, mas se divorciou em 1987. Desde 1999 é casada com Antoine Fuqua.

## Carreira
Iniciou sua carreira ainda na faculdade, no filme Breakin' (1984). Participou de videos musicais do cantor Lionel Richie e de Luther Vandross. Seu personagem mais marcante foi Robin Stokes no filme Waiting to Exhale, onde Lela contracena com Whitney Houston, Angela Bassett e Loretta Devine.